# Гай Антисций Регин
Гай Антисций Регин (на латински: Gaius Antistius Reginus) е офицер на Гай Юлий Цезар през Галската война. През 53 и 52 пр.н.е. той служи на Цезар като легат. Той участва в боевете за Алезия и след това завежда легионите на Цезар в зимната квартира на територията на Амбиваретите.
Вероятно той е идентичен с един Регин (като командир на флота) през май 49 пр.н.е., споменат от Цицерон.